# Aristobia
Aristobia is een kevergeslacht uit de familie van de boktorren (Cerambycidae). De wetenschappelijke naam van het geslacht werd voor het eerst geldig gepubliceerd in 1868 door Thomson.

## Soorten
Aristobia omvat de volgende soorten:
- Aristobia approximator (Thomson, 1865)
- Aristobia freneyi Schmitt, 1992
- Aristobia hispida (Saunders, 1853)
- Aristobia horridula (Hope, 1831)
- Aristobia pallida Aurivillius, 1924
- Aristobia pendleburyi Fisher, 1935
- Aristobia reticulator (Fabricius, 1781)
- Aristobia umbrosa (Thomson, 1865)
- Aristobia vietnamensis Breuning, 1972
- Aristobia voetii Thomson, 1878